# Griffinia espiritensis
Griffinia espiritensis, ocnhecida popularmente como carícia, é uma espécie de  planta do gênero Griffinia e da família Amaryllidaceae.

## Taxonomia
A espécie foi descrita em 1969 por Pierfelice Ravenna.
Os seguintes sinônimos já foram catalogados:

## Forma de vida
É uma espécie terrícola e herbácea.

## Conservação
A espécie faz parte da Lista Vermelha das espécies ameaçadas do estado do Espírito Santo, no sudeste do Brasil. A lista foi publicada em 13 de junho de 2005 por intermédio do decreto estadual nº 1.499-R.

## Distribuição
A espécie é endêmica do Brasil e encontrada no estado brasileiro de Espírito Santo, com possível ocorrência também na Bahia. 
A espécie é encontrada no domínio fitogeográfico de Mata Atlântica, em regiões com vegetação de floresta estacional semidecidual e floresta ombrófila pluvial.